# دانش و محدودیت‌های آن
دانش و محدودیت‌های آن (به انگلیسی: Knowledge and its Limits) کتابی نوشته فیلسوف تیموتی ویلیامسون که در سال ۲۰۰۰ منتشر شد. ویلیامسون در این کتاب استدلال می‌کند که مفهوم دانش را نمی‌توان در مجموعه‌ای از مفاهیم دیگر تحلیل کرد؛ یعنی سوی جنریس (sui generis) است. بنابراین، اگرچه دانش مستلزم توجیه، حقیقت و باور است، اما نمی‌توان واژه «دانش» را به‌طور دقیق به معنی خلاصه‌نویسی‌ای ساده برای «باور حقیقی موجه» در نظر گرفت. این بحث یک رویکرد کاملاً جدید را درمعرفت‌شناسی آغاز کرد که از آن به‌عنوان معرفت‌شناسی دانش اول یاد می‌شود.

## یادداشت
1. ↑  فلسفه تحلیلی اغلب از این عبارت برای نشان دادن یک ایده، موجودیت یا واقعیتی استفاده می‌کند که نمی‌توان آن را به مفهوم پایین‌تری تقلیل داد یا در مفهومی بالاتر گنجاند. برای مثال جی.ای. مور طبیعت‌گرایی اخلاقی را در نظریه‌هایی مانند فایده‌گرایی رد کرد، زیرا نمی‌توان مفهوم خصوصی خوب را به مفهوم پایین‌تری مانند لذت تقلیل داد.